# Кушман, Даг
Даг Кушман (англ. Doug Cushman; род. 4 мая 1953, Спрингфилд, штат Огайо) — американский иллюстратор книг и детский писатель.

## Биография
С 1978 года проиллюстрировал и написал более 120 книг для младшего школьного возраста, среди которых первое место занимает серия приключений детектива-любителя Тётушки Муравьеда (Aunt Eater). Лауреат премии Национального общества иллюстраторов (en:National Cartoonist Society) в разделе «Иллюстраторы журналов и книг» за 1996 год, номинант премии этого же общества в разделе «Книги» за 2000 год.